# Threads of Fate (film fra 1917)
Threads of Fate er en amerikansk stumfilm fra 1917 af Eugene Nowland.

## Medvirkende
- Viola Dana som Dorothea
- Augustus Phillips som Tom Wentworth
- Richard Tucker som Dr. Grant Hunter
- Fred C. Jones som Marquis Giovanni del Carnacacchi
- Helen Strickland som Sarah Wentworth